# Jordan Taylor (baloncestista)
Jordan Michael Taylor (Bloomington (Minnesota), 30 de septiembre de 1989) es un jugador de baloncesto estadounidense que pertenece a la plantilla de los London Lions de la BBL. Mide 1,85 metros de altura y ocupa la posición de Base.

## Carrera

### Instituto
Empezó en el Benilde-St.Margaret's en St. Louis Park, Minnesota. Fue nombrado Minnesota Mr. Basketball en su último año, con un promedio de 22.3 puntos y 7.1 asistencias por partido. Lideró al Benilde-St. Margaret al Minnesota state Class AAA title en 2008 y fue homenajeado por ser el 2 mejor All-State y el 4 mejor All-Conference. También es el máximo anotador de la historia en Benilde-St.Margaret con 2.068 puntos en toda su estancia. Llevó a su escuela a un segundo puesto como júnior, ganando el North Suburban Conference MVP y el Class AAA All-Tournament ese año, con un promedio de 19.5 puntos, 6.2 asistencias y 5.5 rebotes por partido. Fue nombrado honorable mention all-state en su segundo año. Fue miembro de la National Honor Society y ganó el premio Minnesota State High School League Outstanding Academic Achievement.

### Universidad
Jugó en los Wisconsin Badgers de 2008 a 2012. Taylor fue uno de los once finalistas para el Premio Bob Cousy de 2011 que se le otorga al mejor base de la nación.
Taylor fue galardonado entrando en el 2nd team All-American por Yahoo Sports. Fue acompañado por el base Kemba Walker de la Universidad de Connecticut, por el escolta Ben Hansbrough de la Universidad de Notre Dame y por los aleros Derrick Williams de la Universidad de Arizona y Kawhi Leonard de la Universidad Estatal de San Diego. Fue elegido en el First Team All-America por Fox Sports.
En la temporada 2011-12, Taylor fue nombrado en múltiples listas de seguimiento de pretemporada:
- Premio John R. Wooden Top-50
- All-Big Ten team
- All-American team (AP, Blue Ribbon Yearbook y Athlon Magazine)
- Naismith College Player of the Year Top-50

El 26 de febrero de 2012, Taylor anotó 19 puntos en una inesperada victoria contra el #10 cabeza de serie, la Universidad Estatal de Ohio, en Columbus. Taylor al término del partido entró en el 10 puesto de anotadores de toda la historia de la Universidad de Wisconsin con 1.418 puntos. Pasó tanto a Cory Blackwell (1,405), como a Clarence Sherrod (1.408), durante el partido. En el siguiente partido el 28 de febrero, Taylor anotó 22 puntos en la victoria ante la Universidad de Minnesota. Taylor se colocó en el 9 puesto de anotadores de la historia de la Universidad de Wisconsin pasando al actual base de los Dallas Mavericks, Devin Harris.
El 22 de marzo de 2012, Taylor jugó su último partido de baloncesto universitario en el sweet sixteen perdiendo contra el cabeza de serie número #1, los Syracuse Orange por 64-63. En este partido, Taylor hizo 23 tiros de tres, rompiendo el récord de la escuela de 19, que tenía Jon Bryant. Taylor también rompió la relación asistencias-pérdidas de toda la historia de la NCAA.

#### Estadísticas
| Año       | Equipo    | PJ | PT | MPP  | %TC  | %3P  | %TL  | RPP | APP | ROB | TPP | PPP  |
| --------- | --------- | -- | -- | ---- | ---- | ---- | ---- | --- | --- | --- | --- | ---- |
| 2008-2009 | Wisconsin | 33 | 0  | 13.2 | 26.0 | 19.2 | 58.8 | 0.9 | 1.2 | 0.3 | 0.0 | 1.6  |
| 2009-2010 | Wisconsin | 33 | 17 | 29.5 | 39.5 | 32.7 | 71.8 | 3.2 | 3.6 | 0.9 | 0.1 | 10.0 |
| 2010-2011 | Wisconsin | 34 | 34 | 36.5 | 43.3 | 42.9 | 83.2 | 4.1 | 4.7 | 0.7 | 0.1 | 18.1 |
| 2011-2012 | Wisconsin | 36 | 36 | 36.0 | 40.2 | 36.9 | 78.5 | 3.8 | 4.1 | 1.0 | 0.0 | 14.8 |

### Profesional
Después de no ser elegido en el Draft de la NBA de 2012, jugó la NBA Summer League con Atlanta Hawks, promediando 6 puntos y 3 asistencias de media.
La Virtus Roma decide fijarse en él como el base titular para la temporada 2012-2013, y el 6 de agosto se confirmó oficialmente el fichaje. El 20 de abril de 2013 se anunció la ampliación de contrato por otro año con la Virtus Roma, al final de la temporada fue subcampeón de liga. El 30 de junio se anunció su participación en la NBA Summer League con los Toronto Raptors.
El 5 de febrero de 2014, la Virtus Roma anunció que rescinde el contrato con Jordan Taylor, después que una lesión en la cadera le impidiera jugar. Jugó con Milwaukee Bucks la NBA Summer League de 2014.
La temporada 2014-2015 juega en Israel, en el Hapoel Holon B.C., promediando 14.5 puntos, 2.9 rebotes y 4.5 asistencias, lo que le lleva a dar el salto en 2015 al ALBA Berlín alemán.
En 2020, se marcha a Japón donde jugaría durante dos temporadas, la primera en el Levanga Hokkaido y la temporada 2021-22 lo haría en el Alvark Tokyo.
En la temporada 2022-23, regresa a Europa y firma por el U BT Cluj-Napoca de la Liga Națională rumana.
El 12 de diciembre de 2022, firma por los London Lions de la BBL.

## Vida personal
Jordan nació en Bloomington, Minnesota. Sus padres son Louis y Lezlie Taylor. 
Tiene un hermano mayor, Brandon, que jugó en Armond Battle (Universidad de Tulsa) y en Benilde-St. Margaret. Actualmente está especializándose en el negocio de marketing.